# Шаттукит
Шаттукит — относительно редкий минерал, силикат меди, имеющий формулу Cu5(SiO3)4(OH)2. Минерал имеет ромбическую сингонию. Впервые был открыт в 1915 году в США, в штате Аризона, на медных рудниках Бисби, на шахте Шаттук. Своё название получил в честь этой шахты. В настоящее время также известен на шахтах в Намибии.
Шаттукит имеет насыщенно-синий цвет. На рудниках Аризоны и Намибии нередко образует псевдоморфозы по малахиту. Разнообразные природные сочетания шаттукита и малахита за свою визуальную эффектность ценятся коллекционерами минералов. Шаттукит похож на планхеит, с которым его часто путают. Шаттукит используется, как ювелирный и поделочный камень.

## Галерея

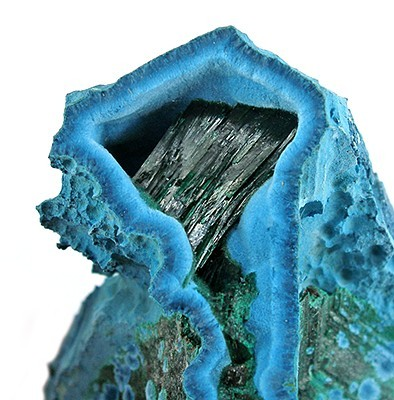
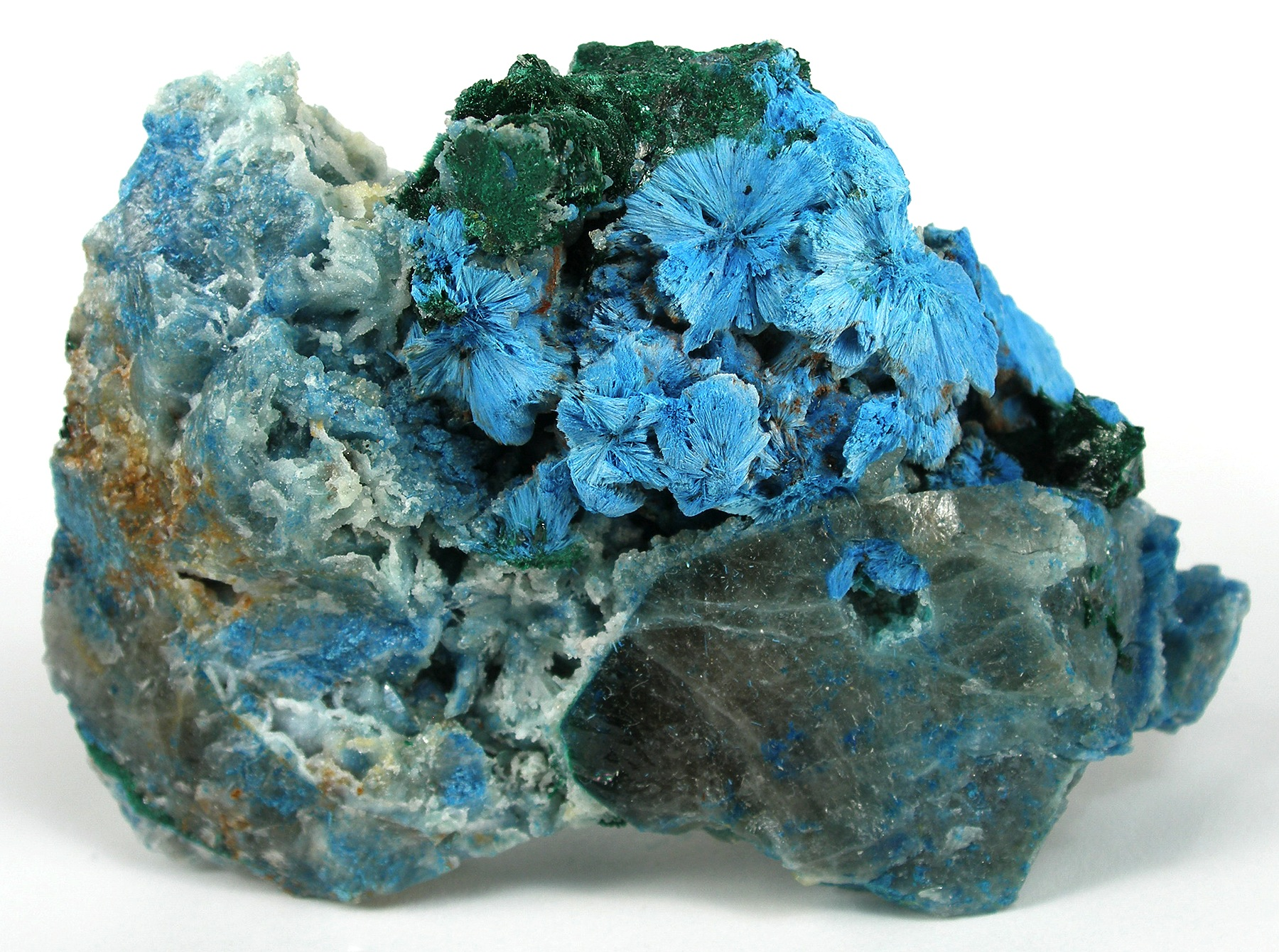
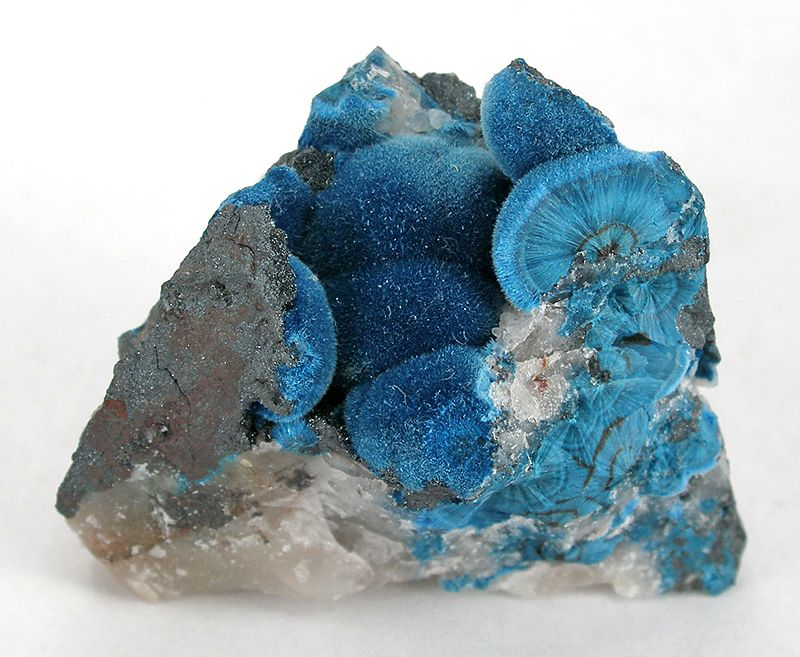
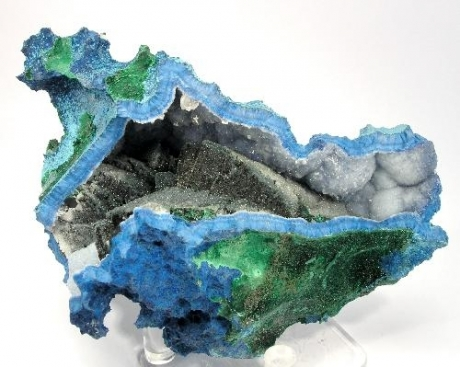
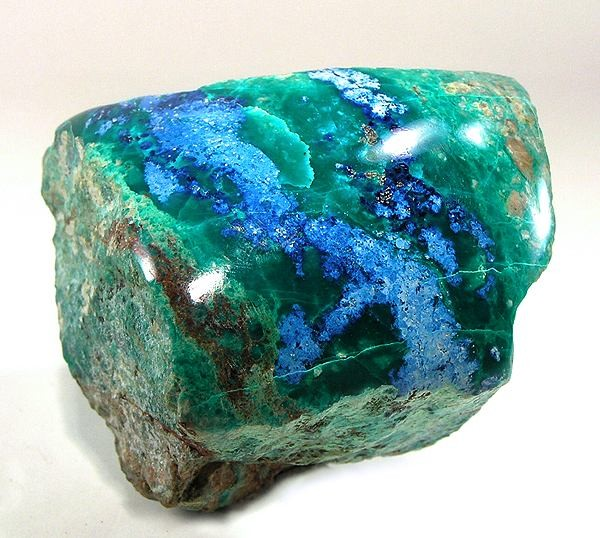
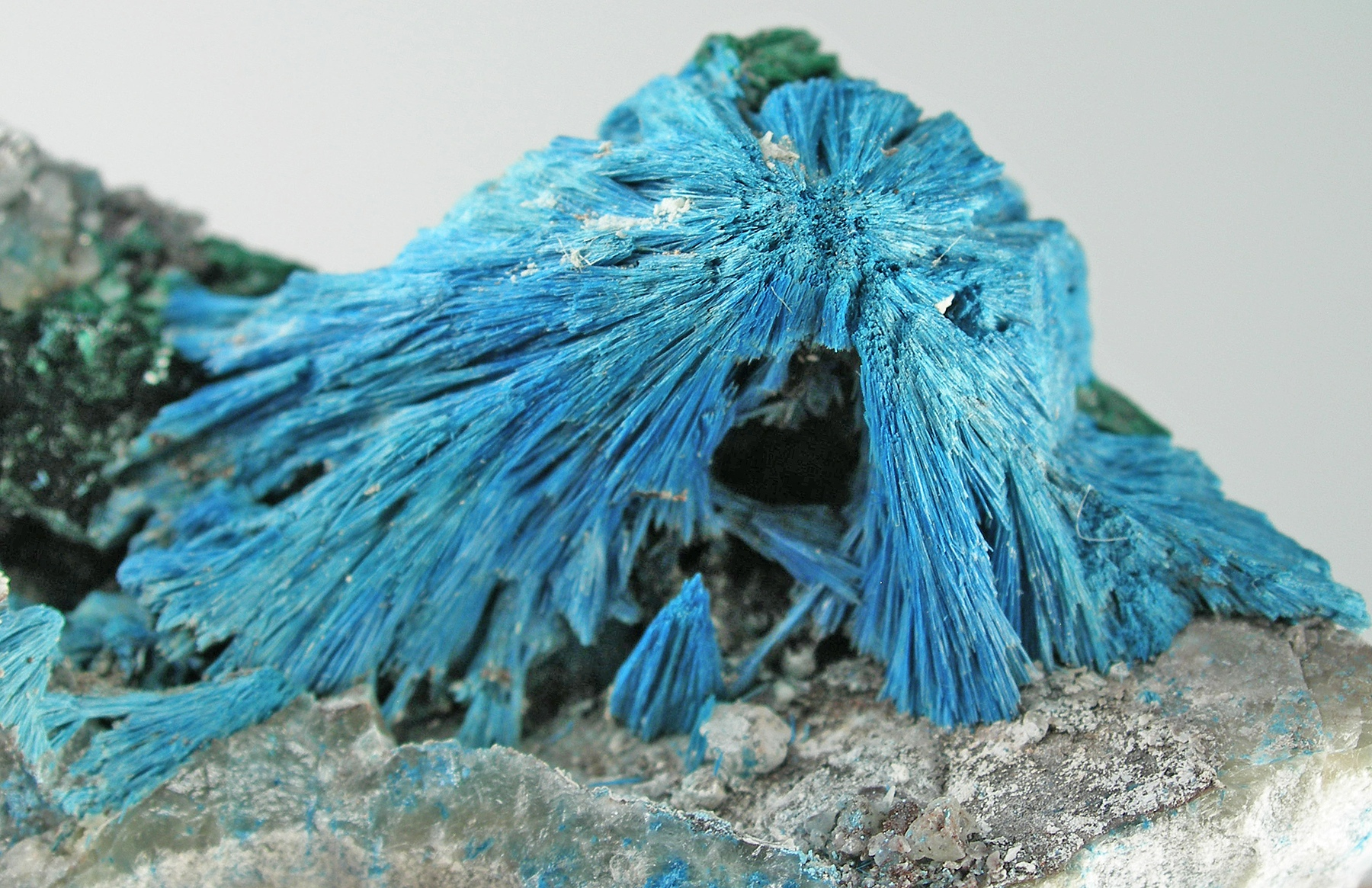